# Killing Eve
Killing Eve é uma série de televisão britânica de suspense e espionagem, produzida no Reino Unido pela Sid Gentle Films para a BBC America. A série segue Eve Polastri (Sandra Oh), uma investigadora da inteligência britânica encarregada de capturar a assassina psicopata Villanelle (Jodie Comer); À medida que a perseguição avança, as duas desenvolvem uma obsessão mútua. Baseado na série de romances Villanelle, de Luke Jennings, cada uma das temporadas do programa apresentou uma showrunner feminino diferente. Phoebe Waller-Bridge foi a principal escritora da primeira temporada, enquanto Emerald Fennell assumiu a segunda temporada. Suzanne Heathcote liderou a terceira, e Laura Neal será encarregada da quarta – e última – temporada.
O programa tem sido altamente bem-sucedido nos Estados Unidos e no Reino Unido, recebendo elogios da crítica tanto pela primeira quanto pela segunda temporada, principalmente por seus roteiros e performances das atrizes principais. A primeira temporada teve um crescimento ininterrupto nas classificações semanais, especialmente entre os adultos. A série recebeu vários elogios, incluindo do Prêmio Peabody e o British Academy Television Award de Melhor Série Dramática. Oh e Comer ganharam vários prêmios de Melhor Atriz por seus papéis, com Fiona Shaw ganhando um de Melhor Atriz Coadjuvante como Carolyn Martens.
A terceira temporada de Killing Eve entretanto, foi criticada ao minimizar o protagonismo de Sandra Oh em prol da personagem de Jodie Comer e do desenvolvimento redundante de personagens secundários. A hashtag "#whereiseve" foi utilizada por fãs a fim de expressar o descontentamento, fomentando discussões a respeito do racismo na indústria televisiva. Expectativas estão direcionadas à quarta temporada, confirmada sob o comando de Laura Neal.

## Premissa
Entediada com seu papel de guarda de proteção dentro das agências de inteligência britânicas, Eve Polastri está muito interessada em assassinos, particularmente mulheres, suas psicologias e métodos de matar. Depois de investigar descaradamente os bastidores em relação a uma testemunha que ela está tratando, ela é demitida do MI5, mas recrutada por uma divisão secreta no MI6, perseguindo uma assassina internacional, para seu deleite. Apelidando a assassina de Villanelle, Eve cruza o caminho com ela e descobre que os membros de ambos os círculos secretos podem estar mais conectados do que ela gosta, mas forma uma atração e obsessão por Villanelle que é mais entusiasticamente correspondida; as duas mulheres começam a se concentrar menos em suas missões iniciais, a fim de buscar desesperadamente mais sobre a outra.

## Episódios
| Temporada | Temporada | Episódios | Episódios | Originalmente exibido   | Originalmente exibido |
| Temporada | Temporada | Episódios | Episódios | Estreia da temporada    | Final da temporada    |
| --------- | --------- | --------- | --------- | ----------------------- | --------------------- |
|           | 1         | 8         | 8         | 8 de abril de 2018      | 27 de maio de 2018    |
|           | 2         | 8         | 8         | 7 de abril de 2019      | 26 de maio de 2019    |
|           | 3         | 8         | 8         | 12 de abril de 2020     | 31 de maio de 2020    |
|           | 4         | 8         | 8         | 27 de fevereiro de 2022 | 10 de abril de 2022   |

## Elenco e personagens
| Ator                  | Personagem                    | Temporadas   | Temporadas | Temporadas | Temporadas   |
| Ator                  | Personagem                    | 1            | 2          | 3          | 4            |
| --------------------- | ----------------------------- | ------------ | ---------- | ---------- | ------------ |
| Sandra Oh             | Eve Polastri                  | Principal    | Principal  | Principal  | Principal    |
| Jodie Comer           | Villanelle / Oksana Astankova | Principal    | Principal  | Principal  | Principal    |
| Kirby Howell-Baptiste | Elena Felton                  | Principal    |            |            | Participação |
| Fiona Shaw            | Carolyn Martens               | Principal    | Principal  | Principal  | Principal    |
| Kim Bodnia            | Konstantin Vasiliev           | Principal    | Principal  | Principal  | Principal    |
| Sean Delaney          | Kenny Stowton                 | Principal    | Principal  | Principal  |              |
| Owen McDonnell        | Niko Polastri                 | Principal    | Principal  | Principal  | Participação |
| David Haig            | Bill Pargrave                 | Principal    |            |            | Participação |
| Darren Boyd           | Frank Haleton                 | Principal    |            |            |              |
| Nina Sosanya          | Jess                          |              | Principal  |            |              |
| Edward Bluemel        | Hugo Turner                   |              | Principal  |            | Recorrente   |
| Henry Lloyd-Hughes    | Aaron Peel                    |              | Principal  |            |              |
| Adrian Scarborough    | Raymond                       |              | Principal  |            |              |
| Adeel Akhtar          | Martin                        |              | Principal  |            | Principal    |
| Raj Bajaj             | Mo Jafari                     |              |            | Principal  |              |
| Turlough Convery      | Bear                          |              |            | Principal  |              |
| Steve Pemberton       | Paul Bradwell                 |              |            | Principal  |              |
| Danny Sapani          | Jamie                         |              |            | Principal  |              |
| Harriet Walter        | Dasha                         |              |            | Principal  |              |
| Gemma Whelan          | Geraldine                     |              |            | Principal  |              |
| Camille Cottin        | Hélène                        |              |            | Principal  | Principal    |
| Anjana Vasan          | Pam                           |              |            |            | Principal    |
| Robert Gilbert        | Yusuf                         |              |            |            | Principal    |
| Ingvar Sigurdsson     | Lars Meier                    |              |            |            | Principal    |
| Marie-Sophie Ferdane  | Gunn                          |              |            |            | Principal    |
| Laurentiu Possa       | Vlad                          | Participação |            |            | Principal    |

### Principal
- Sandra Oh como Eve Polastri, uma oficial do MI5 que se torna obcecada por uma assassina notório[8][9]
- Jodie Comer como Villanelle / Oksana Astankova, uma assassina psicopata habilidosa que se torna obcecada com uma oficial do MI5 que começa a rastreá-la[10]
- Fiona Shaw como Carolyn Martens, chefe da Seção da Rússia no MI6[11]
- Kim Bodnia como Konstantin Vasiliev, o manipulador de Villanelle
- Owen McDonnell como Niko Polastri, marido de Eve, professor
- Sean Delaney como Kenny Stowton, um ex-hacker que foi recrutado pelo MI6
- Darren Boyd como Frank Haleton, supervisor de Eve no MI5 (primeira temporada)
- Kirby Howell-Baptiste como Elena Felton, assistente de Eve (primeira temporada)[12]
- David Haig como Bill Pargrave, associado do MI5 de Eve que vem com ela para o MI6 (primeira temporada)
- Nina Sosanya como Jess, uma experiente agente do MI6 que agora trabalha como parte da equipe de Eve (segunda temporada)[13]
- Edward Bluemel como Hugo Turner, um rico graduado em Oxford, que trabalha como parte da equipe de Eve no MI6 (segunda temporada)[13]
- Henry Lloyd-Hughes como Aaron Peel, o herdeiro de uma empresa de tecnologia após o assassinato de seu pai, o magnata Alistair Peel (segunda temporada)[13]
- Raj Bajaj como Mo Jafari, um jovem e promissor agente da MI6 (terceira temporada)
- Turlough Convery como Bear
- Steve Pemberton como Paul Bradwell, novo assessor de Carolyn e agente da MI6 (terceira temporada)
- Danny Sapani como Jamie
- Harriet Walter como Dasha, atleta olímpica que se tornou espiã, ex-treinadora e mentora de Villanelle (terceira temporada)

### Recorrente
- Susan Lynch como Anna, ex-professora de idiomas de Villanelle e interesse amoroso (primeira temporada)[14]
- Adrian Scarborough como Raymond, um membro dos Doze e um dos ex-treinadores de Villanelle (segunda temporada)[13]
- Shannon Tarbet como Amber Peel, irmã de Aaron (segunda temporada)[13]
- Adeel Akhtar como Martin, especialista britânico em inteligência em psicopatas (segunda temporada)
- Emma Pierson como Gemma, professora colega de Niko. (temporada 2)
- Gemma Whelan como Geraldine Stowton (terceira temporada)

### Participações especiais
- Remo Girone como Cesare Greco, alvo de Villanelle (primeira temporada)
- Julian Barratt como Julian, um homem mais velho que deixa Villanelle ficar com ele (segunda temporada)
- Zoë Wanamaker como Helen Jacobsen, uma oficial sênior da Inteligência Britânica e chefe de Carolyn (segunda temporada)

## Produção
Sally Woodward Gentle, da Sid Gentle Films, escolheu o Codename Villanelle de Luke Jennings, que começou como uma série de novela em quatro partes publicada de 2014–2016. Phoebe Waller-Bridge, após o sucesso de Fleabag no palco, foi recrutada para escrever o programa, que foi encomendado pela BBC America em novembro de 2016. Sandra Oh foi a primeira a ser escalada em junho de 2017. A IMG embarcou para os direitos de distribuição no mesmo mês. Jodie Comer foi anunciada como personagem principal Villanelle cerca de um mês depois. Kirby Howell-Baptiste foi escalado como Elena em agosto de 2017. A produção também começou em agosto de 2017, com filmagens em locais como Paris, Toscana, Berlim, Romênia, Cheshunt, Londres e West London Film Studios. O prédio usado como base de operações de Eve está localizado na Warwick House Street, perto da Trafalgar Square.[carece de fontes?]
Pouco antes de sua estréia, Killing Eve foi renovada para uma segunda temporada. As filmagens para a segunda temporada começaram em 16 de julho de 2018. Está definido para estrear na primavera de 2019.
Episódios

## Transmissão internacional
No Reino Unido, a série foi exibida na BBC One e também na BBC Three. O primeiro episódio foi transmitido em 15 de setembro de 2018 e visto por 5,42 milhões de telespectadores dentro de sete dias da primeira transmissão.
A emissora irlandesa RTÉ2 foi a primeira emissora na Europa a estrear o programa, e o primeiro episódio foi transmitido em 27 de agosto de 2018..
Já no Brasil, o Globoplay lançou a série no seu serviço de streaming, sendo um grande sucesso nessa plataforma e alavancando ainda mais os números de assinantes,tendo o primeiro episódio exibido em 31 de março de 2020, pela Rede Globo.

## Recepção

### Resposta crítica
O show tem 97% de aprovação no Rotten Tomatoes com base em 58 avaliações, o consenso afirmando: "Sedutor e surpreendente, a reviravolta de Killing Eve no conceito espião vs. espião recompensa espectadores com um programa audaciosamente divertido que finalmente faz bom uso do talento de Sandra Oh." Metacritic, que usa uma média ponderada, atribuiu uma pontuação de 83 em 100 com base em 22 críticos, indicando "aclamação universal".
Jenna Scherer, escrevendo na revista Rolling Stone, descreveu Killing Eve como "hilária, sangrenta, inclassificável" e idiossincrática, "uma história elegante de obsessão e psicopatia que é calorosamente acolhedora e vivida". Scherer continuou a escrever que o programa "enfraquece todas as regras da TV", com o que faz melhor ser a "inteligência seca, a tensão do fio-máquina, o apelo sexual e a ameaçadora ameaça da violência". Hanh Nguyen escreveu no IndieWire que um dos aspectos mais atraentes do programa é "como ele subverte a expectativa", permitindo que "surpreenda e encante constantemente". Na mesma linha, Troy Patterson escreveu em The New Yorker que a história revela "uma vida independente das convenções de gênero" e que o triunfo do estilo da série é sua "reconciliação entre o estranho e o íntimo", acrescentando que "Jason Bourne" O estilo de escapismo da premissa básica, infletido pelo tom assertivamente estranho, produz novas representações de medo e pesar". No contexto da seleção de Sandra Oh como a melhor atriz na televisão (junho de 2018), Matt Zoller Seitz escreveu que não havia "precedentes" para os "extremos selvagens" dos "elementos de comédia e suspense" do programa". Enquanto Mike Hale reconheceu no The New York Times que "cenas e caracterizações são diferentes de como estamos acostumados" e o estilo cômico é distinto, ele também escreveu – em contraste com a maioria dos críticos – de ser "tão consciente de show's) congruências com exemplos padrão do gênero ... como ... das diferenças", citando Berlin Station, La Femme Nikita, Covert Affairs e Homeland.
Scherer descreveu o programa como uma versão feminina de um gênero tradicionalmente masculino – "mais interessado em dar espaço às batidas de personagens e ao estranho caos que pode vazar nos planos mais bem definidos". Da mesma forma, Melanie McFarland escreveu para Salon que Killing Eve foi apelidada de "thriller feminista", chamando-a de "show perfeito para a era #MeToo", dizendo que "desperta o desejo de ver os misóginos porcos chegarem a eles". também investiga complexas questões de confiança entre as mulheres e mostra "a irmandade e o perigo (as) poderosos ... mas ... também complicados e desprovidos de garantias". Na mesma linha, Willa Paskin escreveu em Slate que Killing Eve é uma história sobre "os perigos literais de subestimar as mulheres: de não ver a mulher que pode matá-lo, subestimando a mulher que pode impedi-la". Paskin acrescentou que o "coração desfigurado e pulsante" do programa é "a maneira como o gênero e a maneira de Villanelle, sua própria feminilidade, impedem que nossos cérebros aculturados fiquem apropriadamente apavorados com ela".
Jia Tolentino reconheceu no The New Yorker como os críticos notaram que os personagens femininos substituem os homens "em todas as partes significativas", que os homens são "estereotipados", mas as mulheres são "profundamente estranhas". No entanto, Tolentino afirmou que Killing Eve "não é moldado em torno do conceito de mulheres; é moldado em torno dessas mulheres, que são diferentes de qualquer outro na sua estranheza, estranheza e fluxo interior". Ela acrescentou que uma característica definidora do programa é sua "reversão constante de tom e ritmo", com a emoção do programa surgindo "do padrão ao invés da resolução".
Ben Goldberg escreveu em Into que a série "nunca explora as sexualidades de seus personagens, mas ao contrário de programas que queerbait suas audiências, Killing Eve não precisa nomear o relacionamento entre Eve e Villanelle, a fim de reconhecê-lo", acrescentando que o show " não evita a atração sexual de seus personagens, mas também complica essa narrativa a cada passo".
Hannah Giorgis escreveu no The Atlantic que o maior sucesso do programa é "quão sedutor faz o seu vilão: tanto para Eve ... como para o público", e que o personagem de Villanelle subverte os estereótipos femininos para "esculpir um espaço irregular no serial-killer". cânone".
O final da série foi ao ar em 10 de abril de 2022, recebendo "muita" reação de sua base de fãs e, consequentemente, foi rapidamente classificado nas piores listas de finais de TV. Jennings, em um artigo para o The Guardian, consolou os fãs chateados, considerando o final, 'uma reverência à convenção'. Antes das filmagens, a quarta temporada sofreu uma reação anterior quando Kayleigh Llewellyn twittou uma captura de tela de uma chamada de Zoom com os outros escritores da quarta temporada. Isso levou a críticas sobre a falta de diversidade na sala dos roteiristas, já que uma das protagonistas do programa era uma mulher asiática.